# Zoo Keeper
Zoo Keeper è un videogioco arcade realizzato dalla Taito of America, la filiale statunitense di Taito, pubblicato nel 1983. È incluso esclusivamente nella raccolta Taito Legends, uscita nel 2005 su PC, PlayStation 2 e Xbox.
Il giocatore controlla Zeke, guardiano di uno zoo, che tenta di salvare la sua ragazza Zelda appunto da uno zoo dove gli animali sono fuggiti dalle loro gabbie.
Era prevista una versione per la console Atari 2600 ma fu cancellata.

## Modalità di gioco
Zoo Keeper presenta tre diverse fasi. In quella principale, ovvero lo zoo, Zeke corre attorno ai bordi dello schermo per costruire un muro esterno e impedire agli animali di scappare. Ognuna di queste fasi è cronometrata, con oggetti bonus collezionabili che appaiono in punti prestabiliti. Un oggetto è sempre una rete che può essere utilizzata per qualche secondo per rimettere gli animali nella gabbia al centro dello schermo. Più reti compaiono nei livelli successivi. Allo scadere del tempo, vengono assegnati punti per ogni animale all'interno del perimetro del muro.
Si guadagnano punti anche saltando sopra gli animali. I valori crescono esponenzialmente per il salto di più bestie. È possibile ottenere 1000000 di punti con un solo salto.
Le prossime due fasi sono di tipo "bonus". La prima è accessibile dopo ogni secondo livello dello zoo. L'obiettivo è saltare su piattaforme mobili per raggiungere una piattaforma in alto al centro, dove Zelda è legata a un albero. Alcune piattaforme portano oggetti bonus. Una scimmia lancia noci di cocco che rimbalzano tra le piattaforme e bisogna evitarle.
La seconda e ultima fase bonus è strutturata con diverse scale mobili e una gabbia davanti a ciascuna di esse. Zeke deve attraversare lo schermo per raggiungere ciascuna scala mobile, saltando sia sugli animali che corrono verso di lui che sulla gabbia stessa. Viene assegnata una vita extra se si raggiunge Zelda, che si trova in cima all'ultima scala mobile. Il primo livello bonus ha due scale mobili, il secondo ne ha tre mentre i successivi ne hanno quattro.
Una vita viene persa ogni volta che Zeke tocca un animale senza rete, viene colpito da una noce di cocco o cade dal bordo inferiore dello schermo. Il gioco termina quando tutte le vite vengono perse.

## Sviluppo
Il progetto iniziale, di Keith Egging, prevedeva un gioco su un granchio che interagiva con uova e girini che uscivano dalle uova. Quando il programmatore John Morgan ha lavorato al gioco, ha apportato modifiche sostanziali e il gioco si è evoluto rispetto al concetto originale. Ha descritto come è stata realizzata la grafica:
Più avanti del gioco, le sporgenze nel livello della piattaforma sono invisibili, e secondo Morgan si tratta di un bug. Poiché si muovono sempre nello stesso schema, è ancora possibile completare il livello, quindi ha deciso di lasciare il bug non risolto.